# Neotrygon leylandi
The brown-reticulate stingray hoặc painted maskray, Neotrygon leylandi, là một loài stingray, family Dasyatidae. Nó được tìm thấy ở Úc, Indonesia, và Papua New Guinea. Các môi trường sống tự nhiên của chúng là vùng biển nông, đáy nước cận triều, và các vùng đô thị.

## Hình ảnh

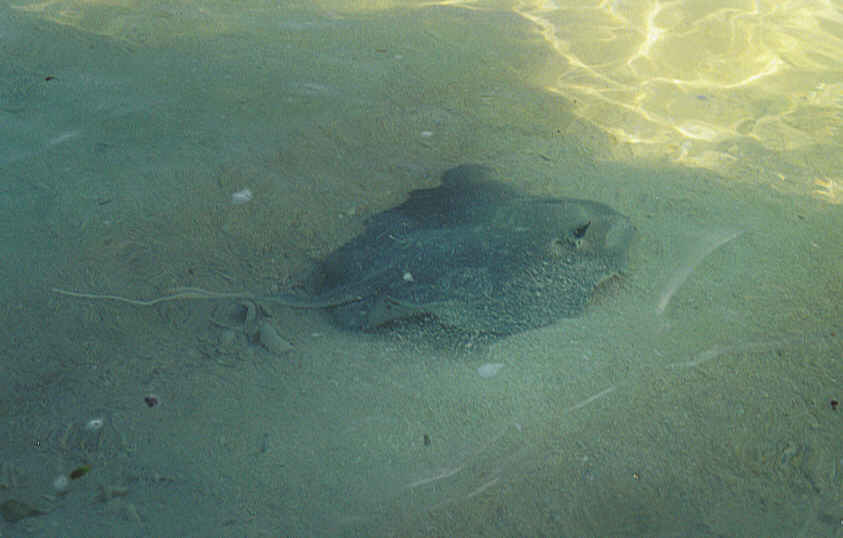